# Jerry Cantrell
Pour les articles homonymes, voir Cantrell.
Jerry Cantrell (né Jerry Fulton Cantrell Jr. le 18 mars 1966 à Tacoma, Pierce County, Washington) est un musicien, compositeur et chanteur américain. Fondateur du groupe Alice in Chains, pour qui il compose, chante, écrit les paroles et occupe le poste de guitariste. Il est l'auteur de plusieurs albums solo et a joué brièvement avec Ozzy Osbourne de 2004 à 2005. Cantrell a également collaboré avec des groupes tels que Heart, Ozzy Osbourne, Metallica, Circus of Power, Metal Church, Gov't Mule, Damageplan, Pearl Jam, The Cult, Stone Temple Pilots, Danzig, Glenn Hughes, Duff McKagan et Deftones.
En 2004, le magazine Guitar World le classe 38e dans son classement des meilleurs guitaristes de metal. Le même magazine trois ans plus tard classe son solo de guitare du titre Man in the Box à la 77e place de ses 100 plus grands solos de guitare. En 2006, le magazine britannique Metal Hammer lui a décerné le titre de « Riff Lord ».

## Biographie

### Enfance

L'État de Washington, l'État d'origine de Jerry Cantrell

Jerry Cantrell Jr. Fulton est né le 18 mars 1966 dans la ville de Tacoma, dans l'état de Washington. Son père est un ancien combattant qui a participé à la guerre du Viêt Nam et sa mère, Gloria, est une musicienne amatrice qui pratiquait l'orgue. Cantrell a sept ans quand ses parents divorcent, il est placé sous la garde de la sœur de sa mère ainsi que son frère aîné. Le second de ses frères - David, lui, reste avec son père. La mère de Cantrell décède en 1987 des suites d'un cancer.
Cantrell a assisté au junior high school et high school de Spanaway, dans l'état de Washington, il avait participé à la chorale de l'école secondaire qui a assisté à de nombreux concours de l’état. Cantrell est devenu président de chœur, et le quatuor chante l'hymne national lors des matchs de basket-ball et a gagné des premiers prix. Il a grandi avec la musique country, dont, comme il le dit dans une interview - il a toujours admiré la façon dont les émotions sont véhiculées. À 12 ans, il s'est intéressé à la guitare, mais c'est seulement cinq ans plus tard qu'il a commencé à en jouer sérieusement. À 18 ans, il a donné son premier concert avec un groupe de reprises du répertoire de Iron Maiden et de Judas Priest. Il cite des groupes et des musiciens comme Jimi Hendrix, Heart, Black Sabbath et Queensrÿche comme influences majeures.

### Alice in Chains

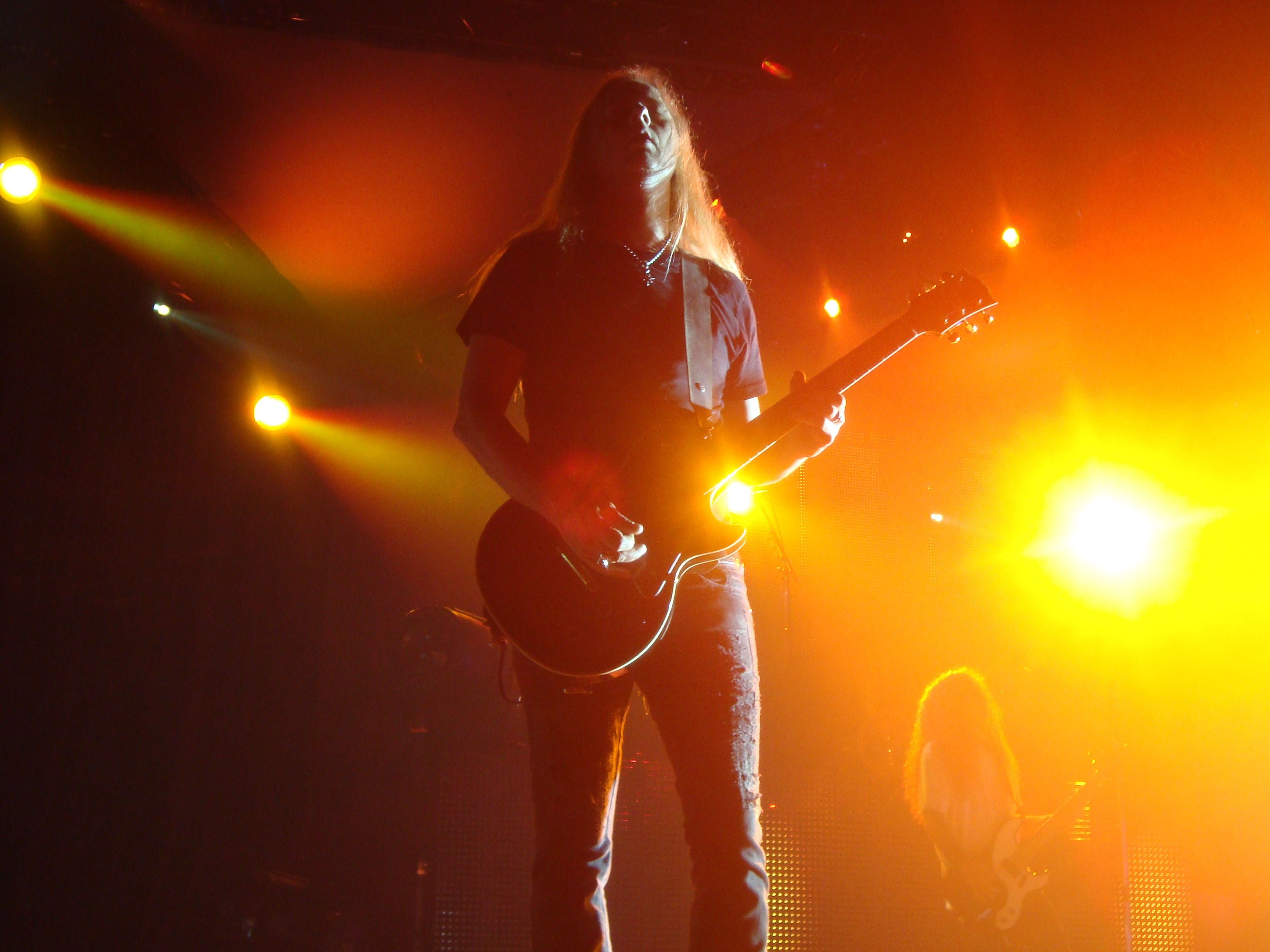
Jerry Cantrell lors d'un concert d'Alice in Chains à San Jose, en octobre 2010.

Jerry Cantrell rencontre Layne Staley au Music Bank, où les deux musiciens se partagent un local de répétition où ils habitent ensemble. Staley rejoint un groupe de funk qui recherche également 'un guitariste. Staley demande alors à Cantrell de la rejoindre en tant que sideman. Cantrell accepte à condition que Staley se joigne à son groupe qui comprend alors le batteur Sean Kinney et le bassiste Mike Starr. En 1987, lorsque le groupe funk est dissous, Staley rejoint le groupe de Cantrell en tant que musicien à plein temps, jouant dans le circuit des clubs à travers l’État de Washington, étirant ses 15 minutes de matériel original afin de présenter 45 minutes de spectacle. Le groupe joue quelques concerts sous des noms différents, tel Lie Diamond, qui fut le nom de l'ancien groupe de Cantrell, avant de finalement opter pour le nom avec lequel l'ancien groupe de Staley avait flirté : Alice in Chains,.
À la faveur d'un de ces concerts, le promoteur local Randy Hauser découvre le groupe et lui propose d'enregistrer une démo. Toutefois, la veille du jour où le groupe doit enregistrer au studio Music Bank de Washington, la police ferme le studio pendant ce qui est considéré comme la plus grande saisie de cannabis dans l'histoire de l'État. Nommée The Treehouse Tapes, la démo finale, achevée en 1988, se retrouve entre les mains de Kelly Curtis et de Susan Silver qui a également géré le groupe Soundgarden. Curtis et Silver présentent la démo au représentant de Columbia Records, Nick Terzo, qui programme aussitôt un rendez-vous avec le président du label, Don Ienner. Sur la base de The Treehouse Tapes, Ienner signe Alice in Chains à Columbia en 1989. Le groupe enregistre également une autre démo, sans titre, sur une période de trois mois en 1989. Cet enregistrement peut être entendu sur le bootleg Sweet Alice.
Alice in Chains devient rapidement une des priorités du label qui publie le premier enregistrement officiel du groupe en juillet 1990, un EP nommé We Die Young. Le premier single de l'EP, We Die Young, devient un hit sur les radios metal. Dans la foulée de ce succès, le label se hâte de lancer l'enregistrement du premier album du groupe avec le producteur Dave Jerden. Quelques années plus tard, Cantrell déclarera que le groupe souhaitait créer un album sombre faisant écho à l'atmosphère mélancolique de Seattle". Facelift sort le 21 aout 1991 et le succès inattendu du titre Man in the Box permet au groupe de faire ses premières apparitions sur MTV, puis de partir sur la route, où il fait les premières parties de Van Halen et Iggy Pop. À la fin de l'année, Facelift est certifié disque d'or aux États-Unis.
La réalisation suivante du groupe est un maxi de compositions acoustiques intitulé Sap. Le disque bénéficie de la participation de quelques invités, parmi lesquels on retrouve Ann Wilson (Heart) sur Brother et Am I Inside, ainsi que Mark Arm et Chris Cornell (chanteurs respectifs de Mudhoney et Soundgarden) sur Right Turn. Pour l'occasion, la formation prend d'ailleurs le nom de Alice Mudgarden. Right Turn sera repris en 2001 dans le film La Chute du faucon noir (bien qu'absent sur la BO, il est crédité au générique).
Le groupe refait parler de lui en 1992, lorsque la chanson Would? apparaît sur la bande originale du film Singles de Cameron Crowe. L'album Dirt, lancé à l'automne 1992, permet au groupe d'approfondir ses partitions de guitares lourdes et distordues. L'album est applaudi par la critique et remporte un vif succès commercial en devenant disque de platine avant la fin de l'année. Dirt, qui demeure l'album d'Alice in Chains à s'être le mieux vendu, apparaît, avec le recul, comme un signe annonciateur de la tragédie qui va bientôt frapper le groupe : les textes très sombres décrivant l'isolement, la solitude et la dépendance font d'ailleurs naître, à l'époque, des craintes sur les rapports qu'entretient Staley avec l'héroïne. On sait aujourd'hui que ces craintes étaient fondées.
Durant la tournée promotionnelle de Dirt, Mike Starr quitte le groupe et rejoindra plus tard un groupe de hard rock Sun Red Sun. Starr est remplacé au pied levé par Mike Inez, ancien bassiste d'Ozzy Osbourne. Le groupe retourne en studio en 1993 pour enregistrer deux nouveaux titres : What the Hell Have I? et A Little Bitter pour la bande originale du film Last Action Hero.
Après des prestations explosives au Lollapalooza, la scène alternative attend avec impatience un nouvel opus enflammé du quartet de Seattle, prévu pour janvier 1994. Pourtant, Alice in Chains prend tout le monde à contre-pied avec Jar of Flies, qui marque un retour vers des arrangements acoustiques plus subtils, des morceaux complexes, ponctués par la guitare de Cantrell et la voix de Staley.

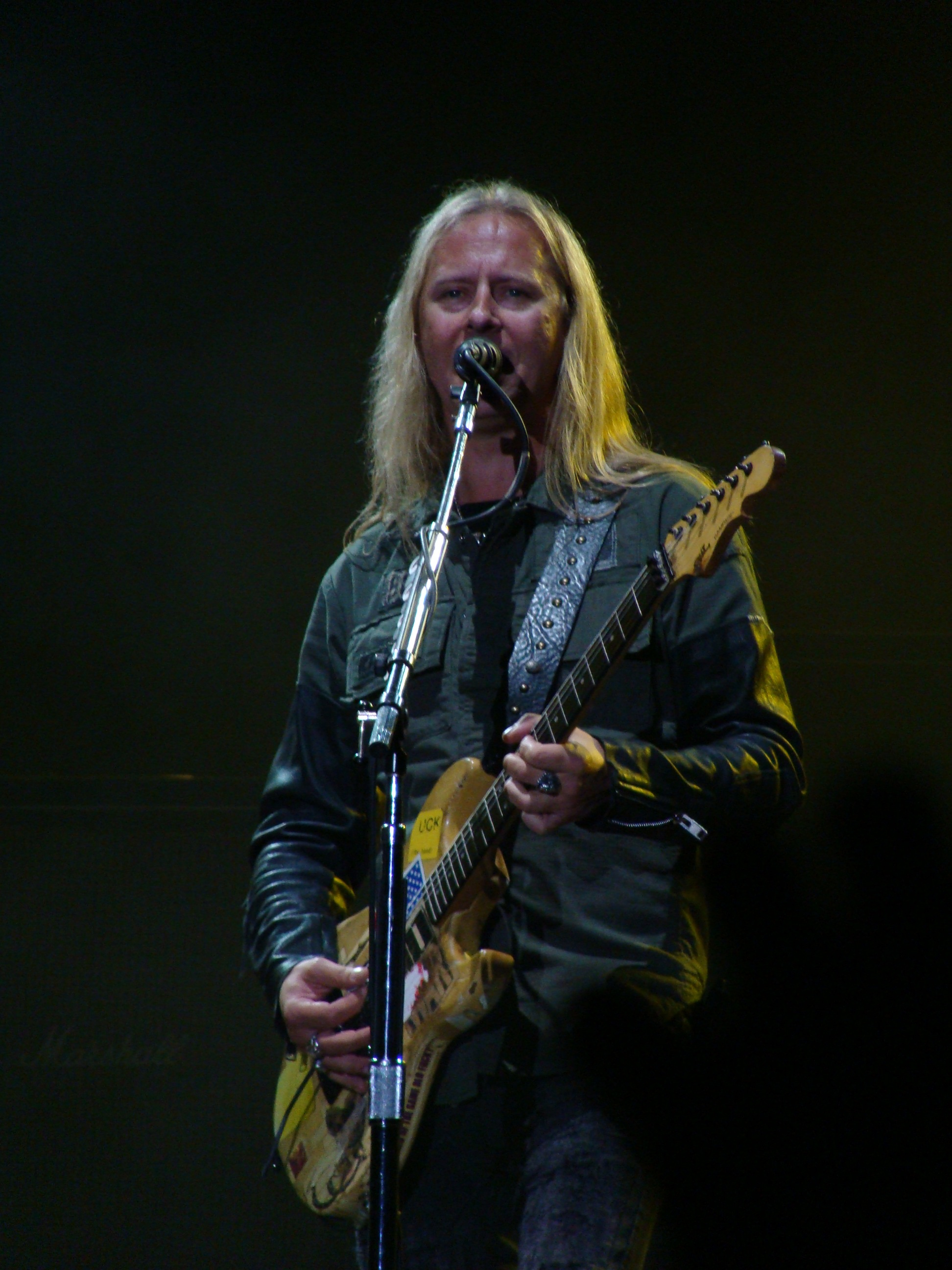
Jerry Cantrell en 2010.

Sorti sous forme de maxi malgré sa qualité et sa longueur, Jar of Flies se classe no 1 dans les charts américains, devenant le premier maxi à réaliser une telle performance. Naviguant entre son alternatif et ballades traditionnelles, l'album rend hommage aux racines musicales du groupe ; écrit et enregistré en une semaine, il est salué par de nombreux critiques comme un mini chef-d'œuvre.
En novembre 1995, Alice in Chains revient avec la sortie d'un album éponyme, souvent surnommé Tripode ou Three en raison de sa couverture illustrée par un chien à trois pattes et du fait qu'il s'agit du troisième album du groupe. Ce nouvel album troque les mélodies acoustiques de Jar of Flies pour un son beaucoup plus proche des deux premiers albums du groupe. Pour certains fans, ce retour aux sources est le bienvenu, alors que pour d'autres. il représente davantage un recul créatif qu'une avancée pour le groupe. L'album se classe immédiatement numéro 1 aux États-Unis, mais l'incapacité du groupe à organiser une tournée promotionnelle relance les inquiétudes concernant la santé de Staley. Alice in Chains restera le dernier album studio officiellement produit par le groupe.
Le groupe refait surface en 1996, et donne son premier concert depuis trois années pour l'émission MTV Unplugged. Staley souffre visiblement de graves problèmes de santé et semble être sous l'influence de l'héroïne. Néanmoins, le groupe livre une prestation exceptionnelle, dont une version bouleversante de Down in a Hole. Alice in Chains revisite ses principaux succès avec une instrumentation entièrement acoustique. Il reçoit le renfort de Scott Holsen (Heart) à la guitare rythmique. Le concert contient également un titre inédit The Killer Is Me. L'enregistrement du concert sort dans les bacs à la fin de l'année et se classe directement à la troisième place des charts.

### Carrière solo
La carrière de Cantrell à l'extérieur d'Alice in Chains est composé de trois albums solo ainsi que de nombreuses apparitions avec d'autres musiciens et bandes sonores de films. En 1993, il compose la musique du film d'action Last Action Hero. Son premier travail en solo est venu dans une chanson intitulée "Leave Me Alone". Cela a été publié exclusivement sur la bande-son de The Cable Guy en 1996, mettant en vedette le batteur d'Alice in Chains Sean Kinney.
Comme l'activité de Alice in Chains ralentit et que l'avenir du groupe est remis en question, Cantrell commence à contrecœur à travailler sur son premier album solo. Alors que des séquences vidéo depuis le site officiel de Cantrell a affirmé qu'il voulait travailler en solo pendant un certain temps, ses commentaires dans Guitar World indiquent le contraire :
« C'est quelque chose que je n'ai jamais vraiment voulu faire, mais la façon dont les choses ont joué, pourquoi pas ? Pour être honnête, je serais juste heureux d'être le guitariste et chanteur de Alice In Chains. Ça a toujours été mon premier amour, et il sera toujours, mais la situation étant ce qu'elle est… nous sommes ensemble depuis longtemps, et maintenant c'est un peu joué. C'est le moment de le laisser être. »
— Jerry Cantrell, 
Boggy Depot sort en avril 1998. Il contient trois singles dont le populaire "Cut You In" et "My Song". Son groupe de tournée pour l'album inclus ses acolytes Alice in Chains Inez et Kinney, et Cantrell a exprimé l'espoir d'avoir un second album sorti pour l'année suivante.
La même année, de Boggy Depot, Cantrell a commencé à écrire un nouvel album. Il a également quitté Columbia Records pendant cette période et a eu du mal à trouver un nouveau label. Cantrell a dit de l'expérience de l'écriture :
« En 98, je me suis enfermé dans ma maison, je suis allé dans mon esprit et j'ai écrit 25 chansons que j'ai rarement baigné pendant cette période de l'écriture;. Je me suis envoyé de la nourriture, je n'ai pas vraiment sorti de chez moi en trois ou quatre mois. C'était un enfer cette expérience. L'album est un aperçu de la naissance à maintenant »
— Jerry Cantrell
Enfin, en juin 2002 Cantrell a publié son deuxième album, Degradation Trip. Sorti chez Roadrunner Records, Degradation Trip est frappé à toutes les étagères peu de temps après la mort de Layne Staley et lui a été consacrée. L'album, qui a reçu la meilleure réception critique que son prédécesseur, a présenté deux singles, "Anger Rising (en)" et « Angel Eyes » et le morceau « She Was My Girl » a été inclus dans la bande-son de Spider-man. Cantrell a répandu pour travailler sur son troisième album solo depuis plusieurs années, pour une soi-disant prévue en 2006. Cependant, à partir de 2013, cet album n'a pas encore été sorti. Des travaux ultérieurs avec Alice in Chains ont remanié pour ralentir la sortie de l'album.

## Équipement[16]

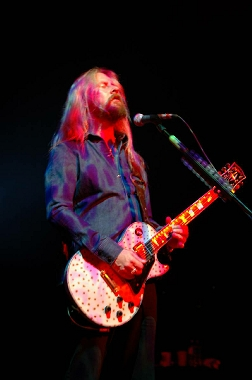
Sur scène en 2006

Cantrell est connu pour préférer les G&L et Gibson Guitars. En 2009, a vu la sortie son G&L Rampage Jerry Cantrell Signature Model Electric Guitar. Sa plate-forme de la guitare actuelle se compose d'un Custom Shop "Jerry Cantrell" Gibson SG, deux de ses signatures G&L Rampages, G&L Rampages, several G&L ASATs, deux Gibson Les Paul Customs, et une Fender 1972 Telecaster Deluxe Reissue. Il a rajouté une Gibson ES-175 à sa plate-forme à partir en 2010.
Il utilise actuellement des amplificateurs Friedman et Bogner, dont ampères, il a utilisé depuis le début de Alice in Chains, son premier étant un Marshall JCM800 modelé par Bogner qui a été utilisé pour les deux premiers albums Alice in Chains. Il a commencé à utiliser des amplificateurs Bogner «réelles» au milieu des années 1990, son principal étant Bogner Ecstasy. Sa plate-forme de l'ampli actuel se compose d'un Bogner Fish Preamp Mesa Boogie 2:Ninety Power amp, et une Bogner Uberschall ou Shiva ran avec une tête personnalisé "Marsha" construit par Dave Friedman. Tous ces run dans une armoire Bogner 4x12 isolé de la scène.
Cantrell possède également deux Peavey 5150 amp head donnés par Eddie Van Halen et une par Les Paul Junior, qu'il a acheté à Nancy Wilson de Heart. Les deux ont été utilisés pour enregistrer Depot Boggy. Cantrell a enregistré toutes les pistes de la démo pour son album Degradation Trip à son domicile de Seattle en utilisant un enregistreur quatre pistes et son Les Paul blanc[réf. souhaitée].
Cantrell a travaillé avec Dunlop en 2009 pour sorti le Crybaby Jerry Cantrell Signature JC95 at winter NAMM 2010. Cette wah comprend un bouton de réglage fin pour ajuster les fréquences dynamiques de la wah et un circuit modifié pour créer des sons comme la Talk Box.
Guitares
- G&L ASAT Special[18]
- G&L Rampage[18]
- Dean Michael Schenker USA[19]
- Music Man/Ernie Ball Van Halen
- Fender Stratocaster
- Fender Telecaster
- Gibson Les Paul Custom
- Gibson Les Paul '52 GoldTop
- Gibson Les Paul Seventies GoldTop Standard
- Gibson Les Paul Junior
- Gibson 335
- Hamer
- Danelectro Bari
- Guild D50 i JF30
- Line 6 Variax
- Martin D-35

Amplificateurs et haut-parleurs
- Peavey 5150
- Fender Twin Reverb
- Bogner Shiva[20]
- Bogner Alchemist[20]
- Bogner Ubershall[20]
- Bogner Fish[20]
- Mesa/Boogie Dual Rectifier Solo Head[21]
- Mesa/Boogie Simul 2:Ninety[21]
- Marshall 1960B

Effets
- MXR EVH Flanger
- Xotic Effects AC Plus
- Eventide TimeFactor
- Boss CH-1 Super Chorus
- Boss TR-2 Tremelo
- MXR Smart Gate
- Voodoo Lab Pedal Power 2 Plus
- Ibanez Tube Screamer TS808HW Hard Wired Pedal
- Shure UL
- Whirlwind Rack Multi Selector
- RJM Effects Gizmo
- Tone Freak Effects Buff Puff
- Dunlop Rotovibe[22]
- Digital Music Corp. Ground Control GCX
- Dunlop Crybaby 535Q Multi-Wah Pedal
- Palmer pga05

Accessoires
- Dean Markley 2554 Blue Steel Cryogenic Custom Light
- Dunlop Extra Heavy Tortex[22]

## Style musical

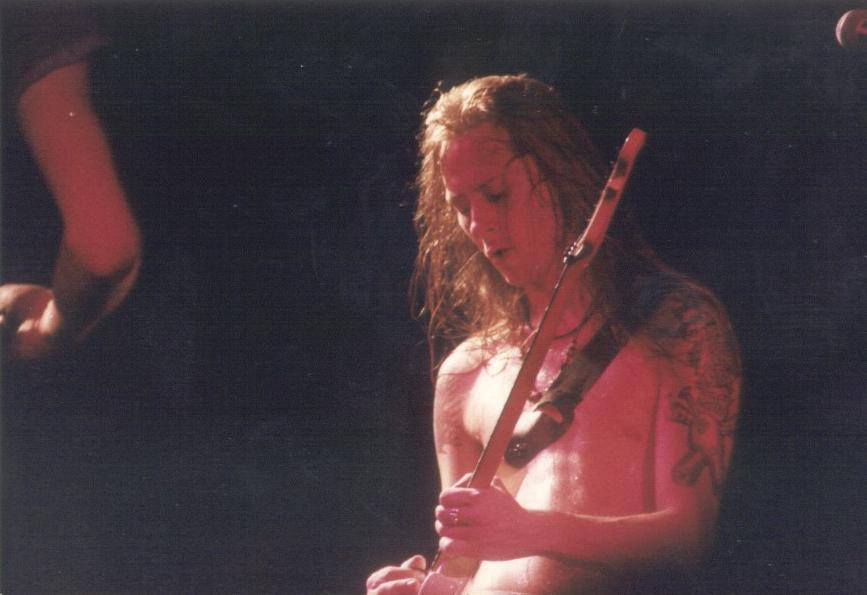
Jerry Cantrell en concert à Boston le 27 novembre 1992

Jerry Cantrell cite des groupes et artistes tels que Tony Bourge, Soundgarden, Alice Cooper, James Hetfield, Kiss, Slayer, Van Halen, Buzz Osborne, Jimi Hendrix, Danzig, Tony Iommi, The Doors, Ron Asheton, Screaming Trees et Led Zeppelin comme influences artistiques.
Le style de jeu de Cantrell se caractérise par une musique lente basé essentiellement sur les lourds riffs métalliques de guitare caractéristiques de la musique de Alice in Chains durant la première moitié des années 1990 et se distingue ainsi des autres groupes de grunge de la même époque. Au cours de sa carrière solo, Cantrell a élargi ses horizons musicaux tels que le blues et la country, particulièrement visible sur l'album Boggy Depot. En tant que guitariste, Cantrell est connu pour son utilisation fréquente de la pédale wah-wah et ses changements de rythmes et de tempos.
Les guitares de Cantrell sont accordées un demi-ton plus grave. Les chansons du groupe sont toutes réalisées en mi bemol (Eb), à l'exception de "What the Hell Have I?" qui est jouée en Ré (D). Ces notes jouées un demi-ton plus bas semblent plus lourdes que l'accordage standard et plus mélancolique que la note normale.
Stephen Thomas Erlewine d'AllMusic décrit le style musical de Cantrell comme « basé sur des riffs de guitare puissants et des textures profonds, créant un rythme lent et sale. »
En 2004, le magazine Guitar World classe son solo de guitare Man in the Box 77e des 100 plus grands solos de guitare. Dans la même année, le même magazine l'a placé 38e des meilleurs guitaristes de Metal. En juillet 2006, le magazine britannique Metal Hammer lui a décerné le titre de « Riff Lord » lors de la cérémonie des Golden Gods Awards Show à Londres. Par ce titre, le musicien a battu les guitaristes tels que Jimmy Page, Slash et James Hetfield. En 1995, dans une interview avec le magazine Guitar World, Dimebag Darrell, guitariste de Pantera et de Damageplan, a exprimé une grande admiration pour le jeu de Cantrell. En 2011, Cantrell a été placé 16e par des journalistes de MetalSucks dans le classement des 25 meilleurs guitaristes dans le metal.

## Récompenses
| Année | Pays        | Magazine     | Nom du classement                               | Position | Références |
| ----- | ----------- | ------------ | ----------------------------------------------- | -------- | ---------- |
| 2004  | USA         | Guitar World | 100 Greatest Heavy Metal Guitarists of All Time | 38       | [ 26 ]     |
| 2006  | Royaume-Uni | Metal Hammer | Riff Lord                                       | 1        | [ 2 ]      |
| 2007  | USA         | Guitar World | 100 Greatest Guitar Solos                       | 77       | [ 27 ]     |
| 2007  | Royaume-Uni | Classic Rock | 100 Wildest Guitar Heroes                       | 74       | [ 28 ]     |
| 2011  | USA         | MetalSucks   | The Top 25 Modern Metal Guitarists              | 16       | [ 29 ]     |
| 2012  | USA         | Guitar World | The 100 Greatest Guitarists of All Time         | 37       | [ 30 ]     |

## Discographie

### Alice in Chains

#### Albums studio
- 1990 : Facelift
- 1992 : Dirt
- 1995 : Alice in Chains
- 2009 : Black Gives Way to Blue
- 2013 : The Devil Put Dinosaurs Here
- 2018 : Rainier Fog

#### EP
- 1990 : We Die Young
- 1992 : Sap
- 1994 : Jar of Flies

#### Albums live
- 1996 : Unplugged
- 2000 : Live

#### Compilations
- 1999 : Nothing Safe : Best of the Box
- 1999 : Music Bank
- 2001 : Greatest Hits
- 2006 : The Essential Alice in Chains

### Carrière solo
- Boggy Depot (Avril 1998)
- Degradation Trip (Juin 2002)
- Degradation Trip Volumes 1 & 2 (Novembre 2002)
- Brighten (Octobre 2021)
- I Want Blood (Octobre 2024)